# Festiwal „Był sobie blues”
Festiwal „Był sobie blues” – cykl koncertów muzyki bluesowej organizowanych przez Tarnowskie Centrum Kultury każdego roku w sierpniu na tarnowskim Rynku. Pierwsza edycja tej imprezy odbyła się w 2006 roku. Gospodarzem i animatorem koncertów jest tarnowski muzyk Wojciech Klich. Po koncertach często odbywają się jam session mające miejsce w Piwnicach TCK lub klubie Przepraszam.

## Wykonawcy

### I edycja (2006)
- 4 sierpnia – Ścigani, Wojtek Klich Band
- 11 sierpnia – Devil Blues, Maciej Maleńczuk
- 18 sierpnia – Jan „Kyks” Skrzek i Leszek Winder, Boogie Boys
- 25 sierpnia – Anika, Leszek Cichoński, The Bluesmobile Band

### II edycja (2007)
- 3 sierpnia – Los Agentos, Kasa Chorych
- 10 sierpnia – Teksasy, Riders
- 17 sierpnia – koncert w hołdzie Tadeuszowi Nalepie
- 24 sierpnia – Tomi Blues Kapela, Karolina Cygonek, Obstawa Prezydenta

### III edycja (2008)
- 1 sierpnia – Bob-Life, czyli Bielszy Odcień Bluesa – Koncertowa Audycja Radiowa Jana Chojnackiego z udziałem Karoliny Cygonek, Piotra Resteckiego, Tadeusza Pocieszyńskiego
- 8 sierpnia – Blues Doctors, Hoodoo Band
- 22 sierpnia – 40% Bluesa, Ścigani
- 29 sierpnia – Kłusem z Bluesem, Big Fat Mama

### IV edycja (2009)
- 7 sierpnia – Komarańcze, David Molus
- 14 sierpnia – Siódma w Nocy, Magda Piskorczyk
- 21 sierpnia – Boryczka Trio, Osły

### V edycja (2010)
- 13 sierpnia – Przytuła & Kruk, Maciej Maleńczuk
- 20 sierpnia – Romek Puchowski, Boogie Boys
- 28 sierpnia – Devil Blues

### VI edycja (2011)
- 12 sierpnia – Around The Blues, Kajetan Drozd Acoustic Trio
- 19 sierpnia – Breakmaszyna, Blue Machine
- 26 sierpnia – Cotton Wing, Limboski – „Tribute to George Buck”

### VII edycja (2012)
- 10 sierpnia – Hokus Blues Band, Karolina Cygonek & Jan Galach Band
- 17 sierpnia – Wojtek Klich i goście (m.in. Anika, Piotr Restecki, Marek Raduli, Piotr Cugowski
- 24 sierpnia – Cheap Tobacco, Big Fat Mama

### VIII edycja (2013)
- 1 sierpnia – SAM NA SAM Z BLUESEM: Jacek Dewódzki – Piwnice TCK
- 2 sierpnia – 40% Bluesa, Teksasy – Rynek
- 8 sierpnia – SAM NA SAM Z BLUESEM: Piotr „LUPI” Lubertowicz – Piwnice TCK
- 9 sierpnia – Wojtek Klich i Goście: Natalia Przybysz, Sebastian Riedel – Rynek
- 15 sierpnia – SAM NA SAM Z BLUESEM: Arek Zawiliński – Piwnice TCK
- 16 sierpnia – Nie Strzelać Do Pianisty, Harpcore – Rynek
- 22 sierpnia – SAM NA SAM Z BLUESEM: Maciek Lipina – Piwnice TCK
- 24 sierpnia – Marek „MAKARON” Motyka, EnRico, Ścigani – Rynek